# Dahlenheim
Dahlenheim [dalənaim]  est une commune française située dans la circonscription administrative du Bas-Rhin et, depuis le 1er janvier 2021, dans le territoire de la Collectivité européenne d'Alsace, en région Grand Est.
Cette commune se trouve dans la région historique et culturelle d'Alsace. Dahlenheim se situe sur la Route des Vins d'Alsace. 

## Géographie

### Localisation
Le territoire de la commune est limitrophe de ceux de neuf communes :
| Kirchheim, Odratzheim      | Marlenheim | Furdenheim |
| Scharrachbergheim-Irmstett | Dahlenheim | Osthoffen  |
| Soultz-les-Bains           | Wolxheim   | Ergersheim |

### Hydrographie
La commune est dans le bassin versant du Rhin au sein du bassin Rhin-Meuse. Elle est drainée par la Mossig et le ruisseau le Muhlbach,.
La Mossig, d'une longueur totale de 33,1 km, prend sa source dans la commune de Wangenbourg-Engenthal et se jette  dans la Bruche à Avolsheim, après avoir traversé 13 communes. 

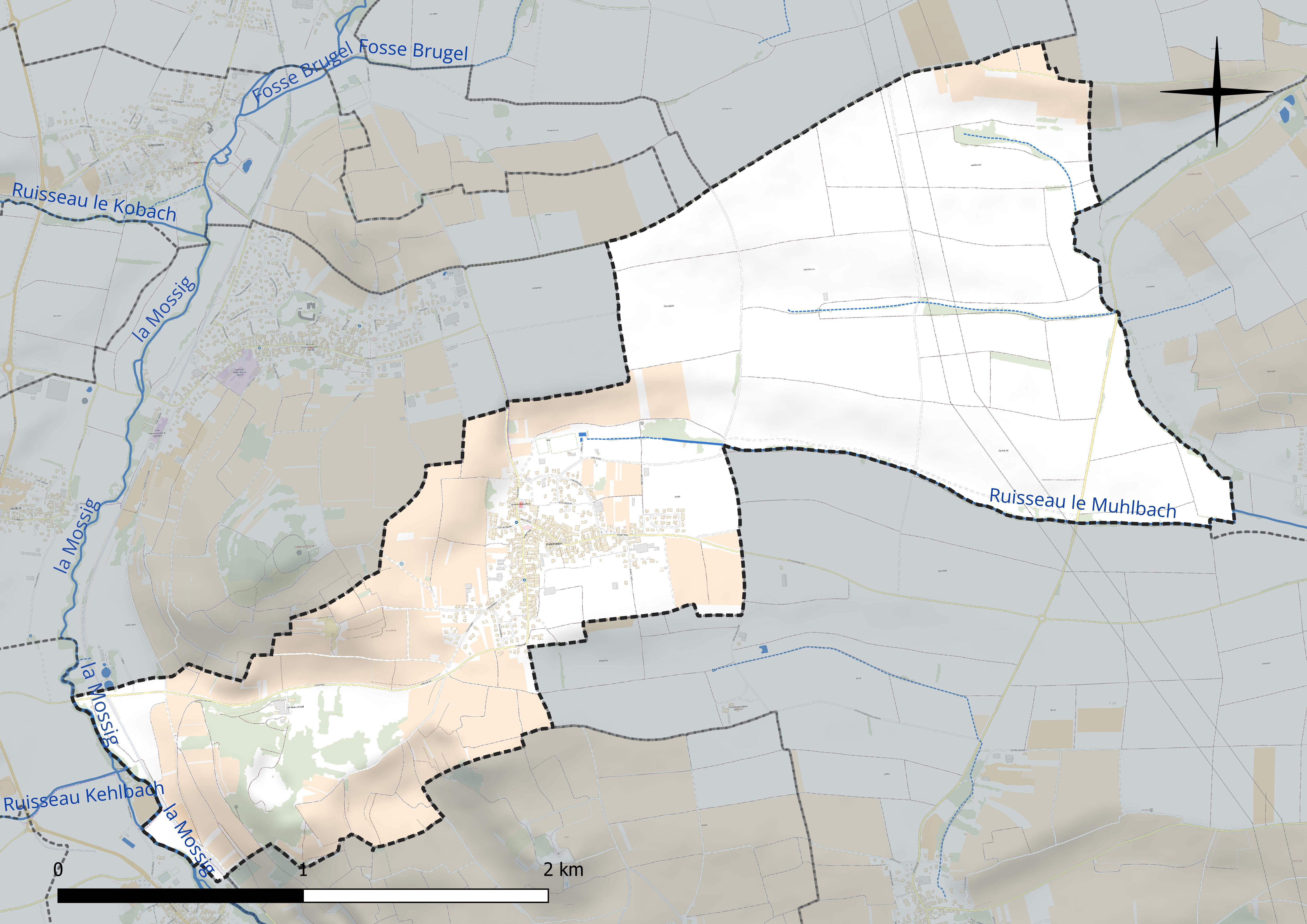
Réseau hydrographique de Dahlenheim.

### Climat
Pour des articles plus généraux, voir Climat du Grand Est et Climat du Bas-Rhin.
En 2010, le climat de la commune est de type climat des marges montargnardes, selon une étude du Centre national de la recherche scientifique s'appuyant sur une série de données couvrant la période 1971-2000. En 2020, Météo-France publie une typologie des climats de la France métropolitaine dans laquelle la commune est exposée à un climat semi-continental et est dans la région climatique  Vosges, caractérisée par une pluviométrie très élevée (1 500 à 2 000 mm/an) en toutes saisons et un hiver rude (moins de 1 °C). 
Pour la période 1971-2000, la température annuelle moyenne est de 10,4 °C, avec une amplitude thermique annuelle de 17,6 °C. Le cumul annuel moyen de précipitations est de 790 mm, avec 10 jours de précipitations en janvier et 10,7 jours en juillet. Pour la période 1991-2020, la température moyenne annuelle observée sur la station météorologique de Météo-France la plus proche, « Strasbourg-Entzheim », sur la commune d'Entzheim à 11 km à vol d'oiseau, est de 11,4 °C et le cumul annuel moyen de précipitations est de 635,7 mm. 
La température maximale relevée sur cette station est de 38,9 °C, atteinte le 25 juillet 2019 ; la température minimale est de −23,6 °C, atteinte le 23 janvier 1942,,. 
Les paramètres climatiques de la commune ont été estimés pour le milieu du siècle (2041-2070) selon différents scénarios d'émission de gaz à effet de serre à partir des nouvelles projections climatiques de référence DRIAS-2020. Ils sont consultables sur un site dédié publié par Météo-France en novembre 2022.

## Urbanisme

### Typologie
Au 1er janvier 2024, Dahlenheim est catégorisée bourg rural, selon la nouvelle grille communale de densité à sept niveaux définie par l'Insee en 2022.
Elle est située hors unité urbaine. Par ailleurs la commune fait partie de l'aire d'attraction de Strasbourg (partie française), dont elle est une commune de la couronne,. Cette aire, qui regroupe 268 communes, est catégorisée dans les aires de 700 000 habitants ou plus (hors Paris),.

### Occupation des sols
L'occupation des sols de la commune, telle qu'elle ressort de la base de données européenne d’occupation biophysique des sols Corine Land Cover (CLC), est marquée par l'importance des territoires agricoles (88,5 % en 2018), en diminution par rapport à 1990 (90,3 %). La répartition détaillée en 2018 est la suivante : 
terres arables (55,6 %), cultures permanentes (24,2 %), zones agricoles hétérogènes (8,8 %), zones urbanisées (6,4 %), forêts (5,1 %). L'évolution de l’occupation des sols de la commune et de ses infrastructures peut être observée sur les différentes représentations cartographiques du territoire : la carte de Cassini (XVIIIe siècle), la carte d'état-major (1820-1866) et les cartes ou photos aériennes de l'IGN pour la période actuelle (1950 à aujourd'hui).

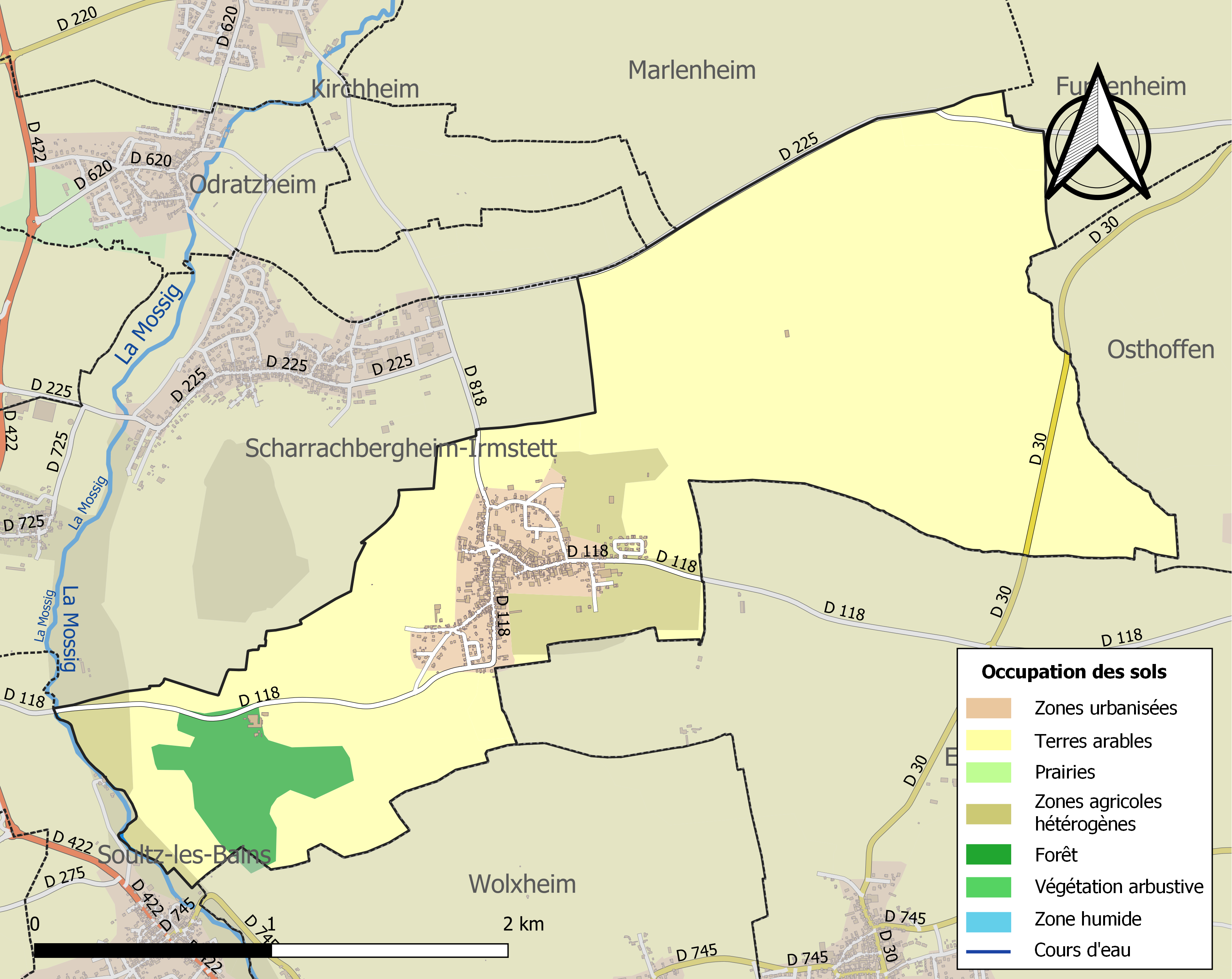
Carte des infrastructures et de l'occupation des sols de la commune en 2018 (CLC).

## Politique et administration
| Période                                  | Période                   | Identité                                           | Étiquette | Qualité     |
| ---------------------------------------- | ------------------------- | -------------------------------------------------- | --------- | ----------- |
| 1816                                     | 1821                      | M. Jean Georges Heitz                              |           | Cultivateur |
| ?                                        | Maire en 1846             | M. Ignace Heckmann                                 |           |             |
| 1900                                     | 1908                      | M. Georges Schall                                  |           | Cultivateur |
| 1929                                     | 1944                      | M. Joseph Muller                                   |           |             |
| 1945                                     | Encore maire en 1961      | M. Joseph Muller                                   |           |             |
| ?                                        | 1983                      | M. Jean Arweiler []                                |           |             |
| 1983                                     | 2001                      | M. Jean-Pierre Bechtold                            |           | viticulteur |
| 2001                                     | 2008                      | M. Roland Joessel                                  |           |             |
| mars 2008                                | En cours (au 31 mai 2020) | M. Nicolas Winling, Réélu pour le mandat 2020-2026 |           |             |
| Les données manquantes sont à compléter. |                           |                                                    |           |             |

## Population et société

### Démographie
L'évolution du nombre d'habitants est connue à travers les recensements de la population effectués dans la commune depuis 1793. Pour les communes de moins de 10 000 habitants, une enquête de recensement portant sur toute la population est réalisée tous les cinq ans, les populations de référence des années intermédiaires étant quant à elles estimées par interpolation ou extrapolation. Pour la commune, le premier recensement exhaustif entrant dans le cadre du nouveau dispositif a été réalisé en 2004.

En 2022, la commune comptait 787 habitants, en évolution de +4,24 % par rapport à 2016 (Bas-Rhin : +3,17 %, France hors Mayotte : +2,11 %).
| 1793 | 1800 | 1806 | 1821 | 1831 | 1836 | 1841 | 1846 | 1851 |
| ---- | ---- | ---- | ---- | ---- | ---- | ---- | ---- | ---- |
| 581  | 524  | 667  | 683  | 728  | 768  | 739  | 704  | 707  |

| 1856 | 1861 | 1866 | 1871 | 1875 | 1880 | 1885 | 1890 | 1895 |
| ---- | ---- | ---- | ---- | ---- | ---- | ---- | ---- | ---- |
| 677  | 652  | 665  | 667  | 646  | 649  | 674  | 629  | 636  |

| 1900 | 1905 | 1910 | 1921 | 1926 | 1931 | 1936 | 1946 | 1954 |
| ---- | ---- | ---- | ---- | ---- | ---- | ---- | ---- | ---- |
| 603  | 618  | 609  | 549  | 553  | 540  | 570  | 580  | 526  |

| 1962 | 1968 | 1975 | 1982 | 1990 | 1999 | 2004 | 2006 | 2009 |
| ---- | ---- | ---- | ---- | ---- | ---- | ---- | ---- | ---- |
| 542  | 567  | 551  | 502  | 467  | 582  | 619  | 649  | 736  |

| 2014 | 2019 | 2022 | - | - | - | - | - | - |
| ---- | ---- | ---- | - | - | - | - | - | - |
| 768  | 785  | 787  | - | - | - | - | - | - |

## Culture locale et patrimoine

### Lieux et monuments

#### Église Saint-Blaise (1774)

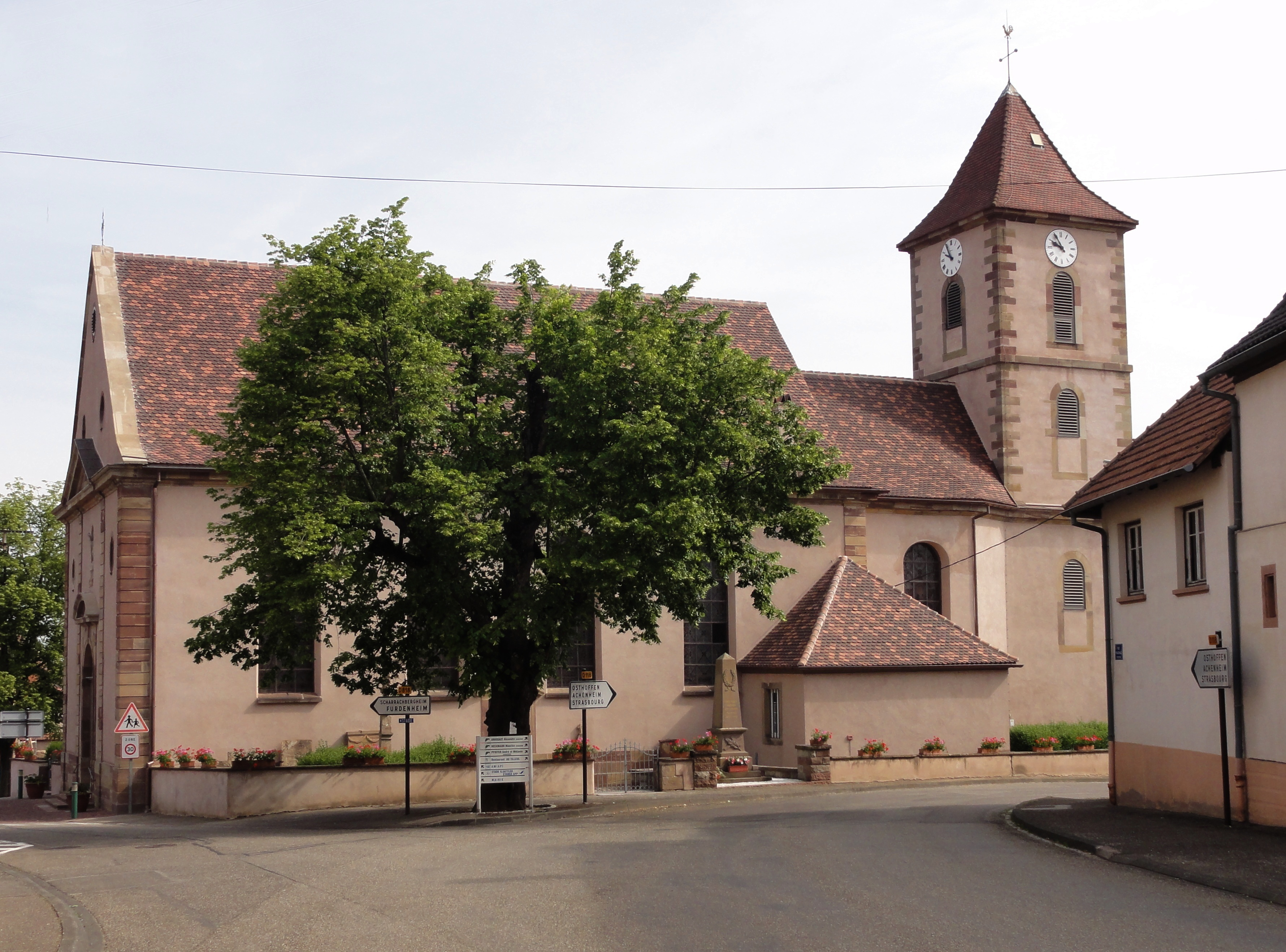
Église Saint-Blaise.
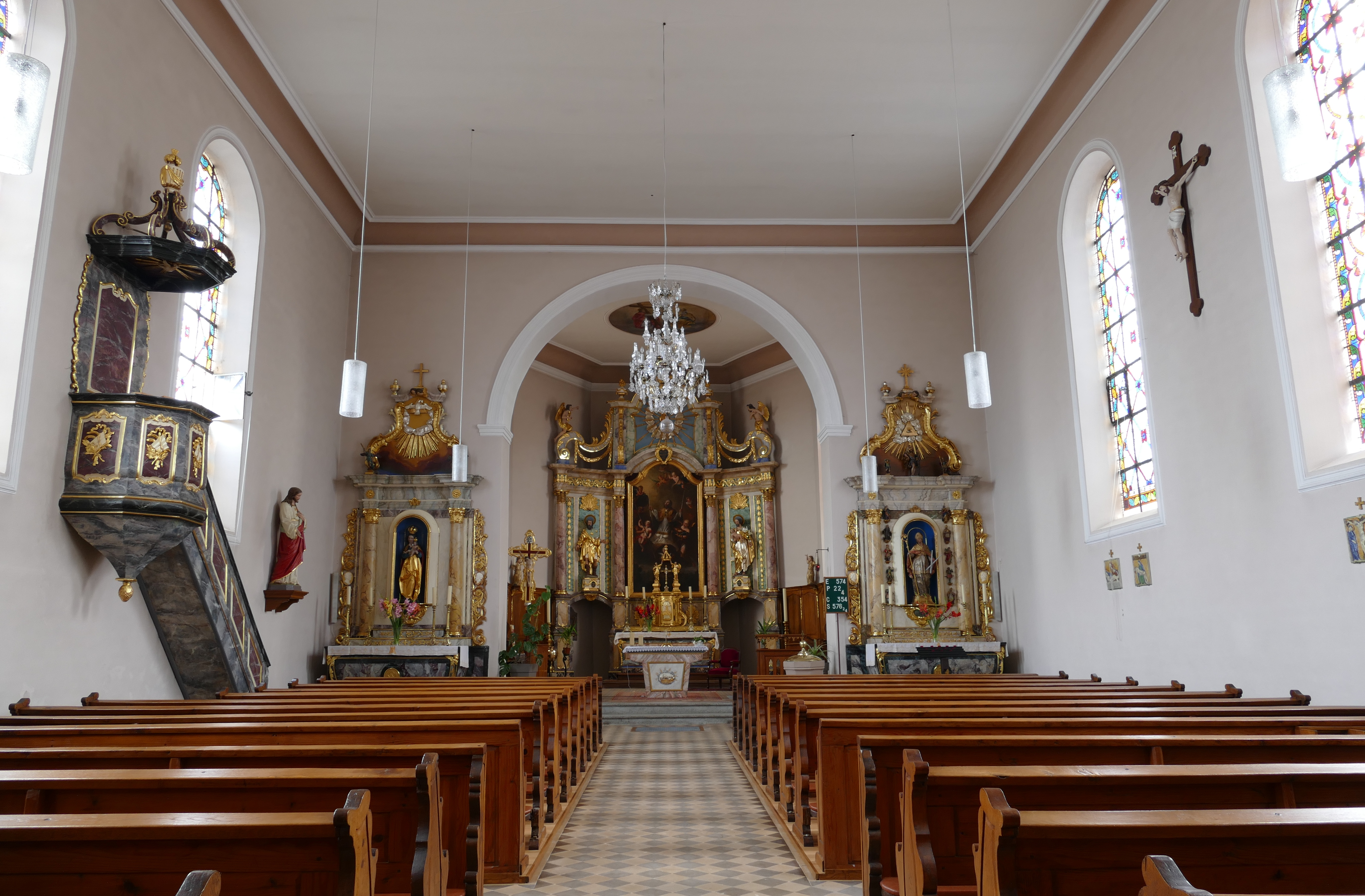
Vue intérieure de la nef vers le chœur.
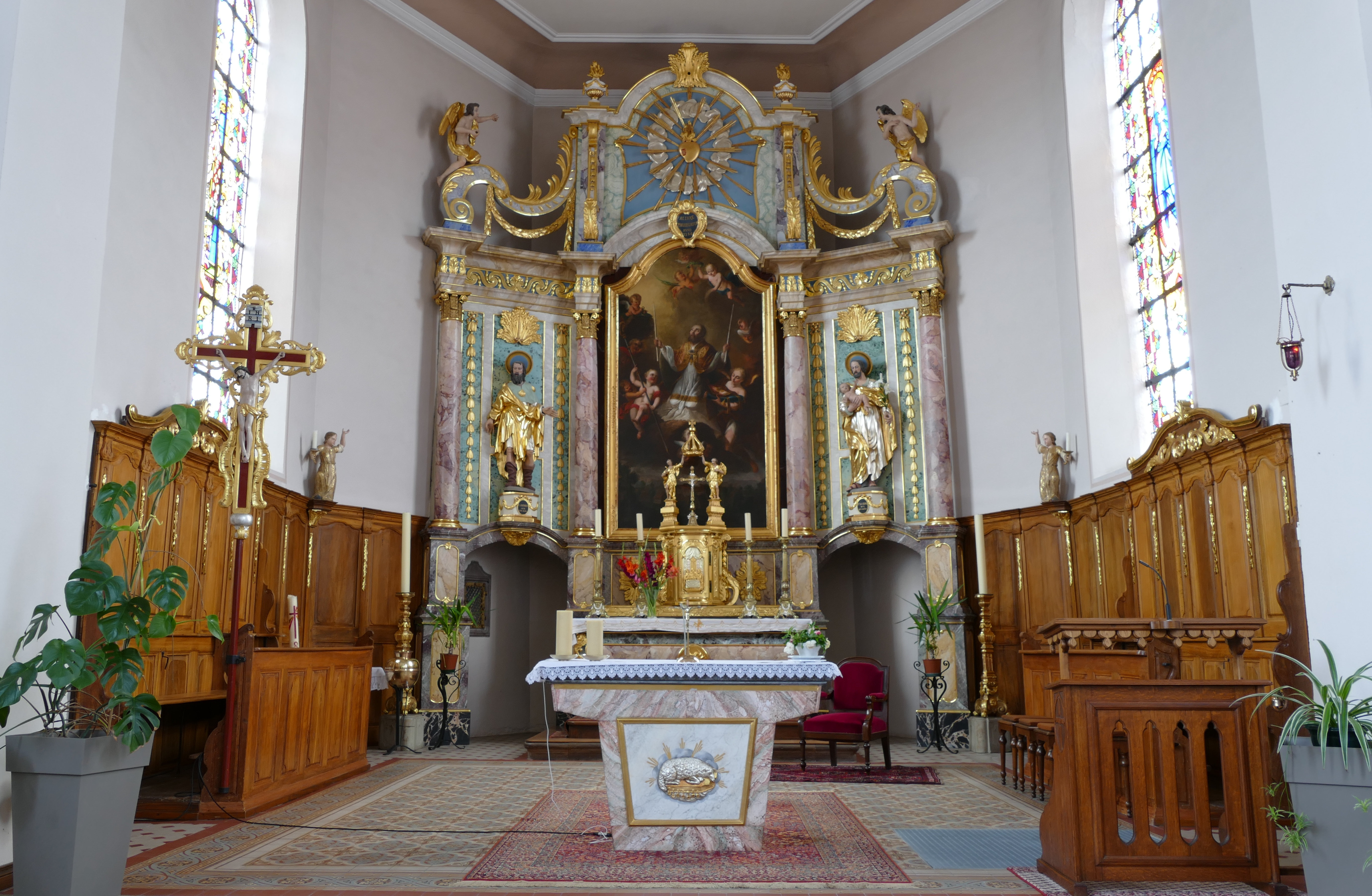
Chœur et maître-autel (1786).
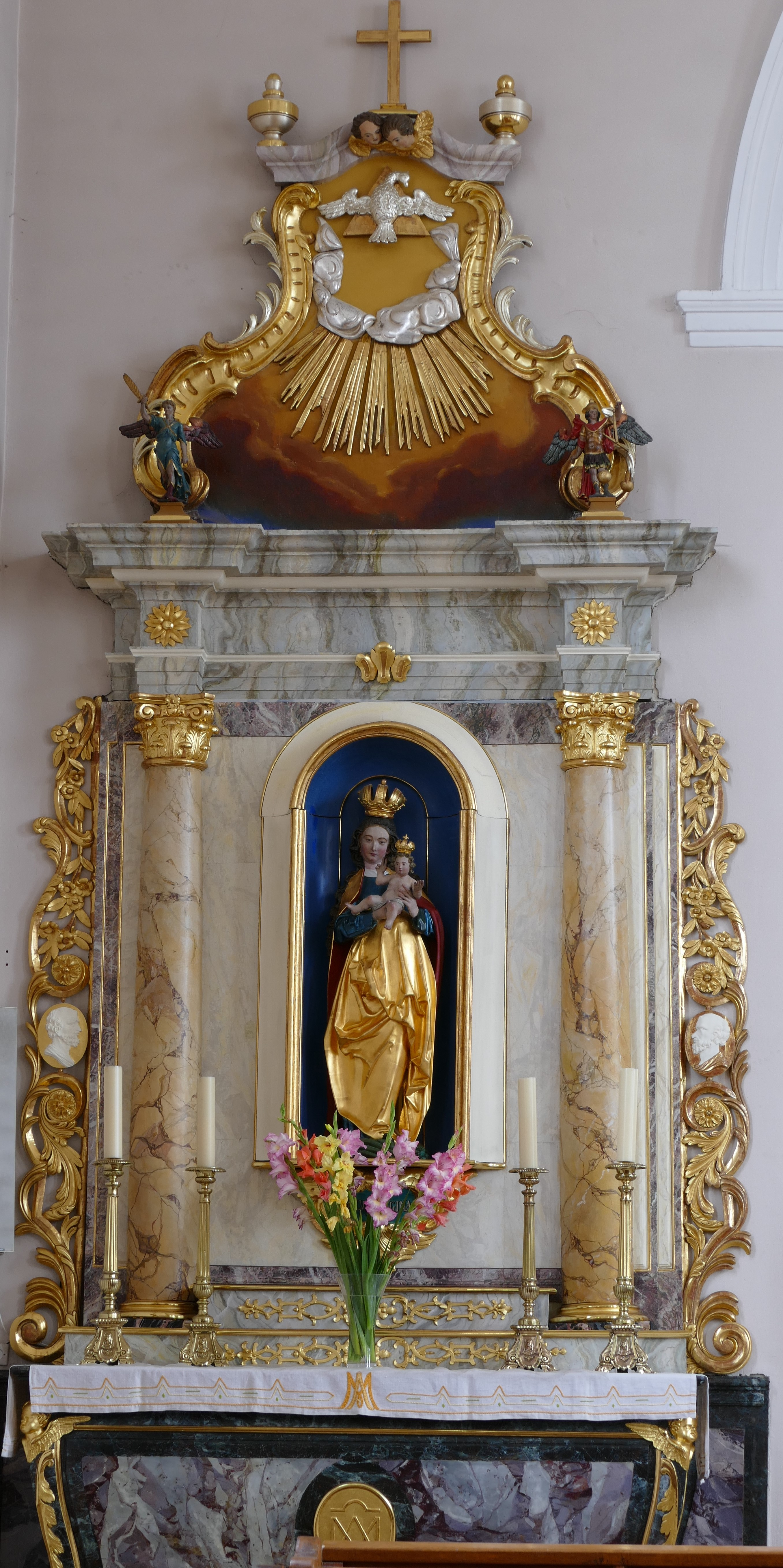
Autel secondaire de la Vierge (XVIIIe).
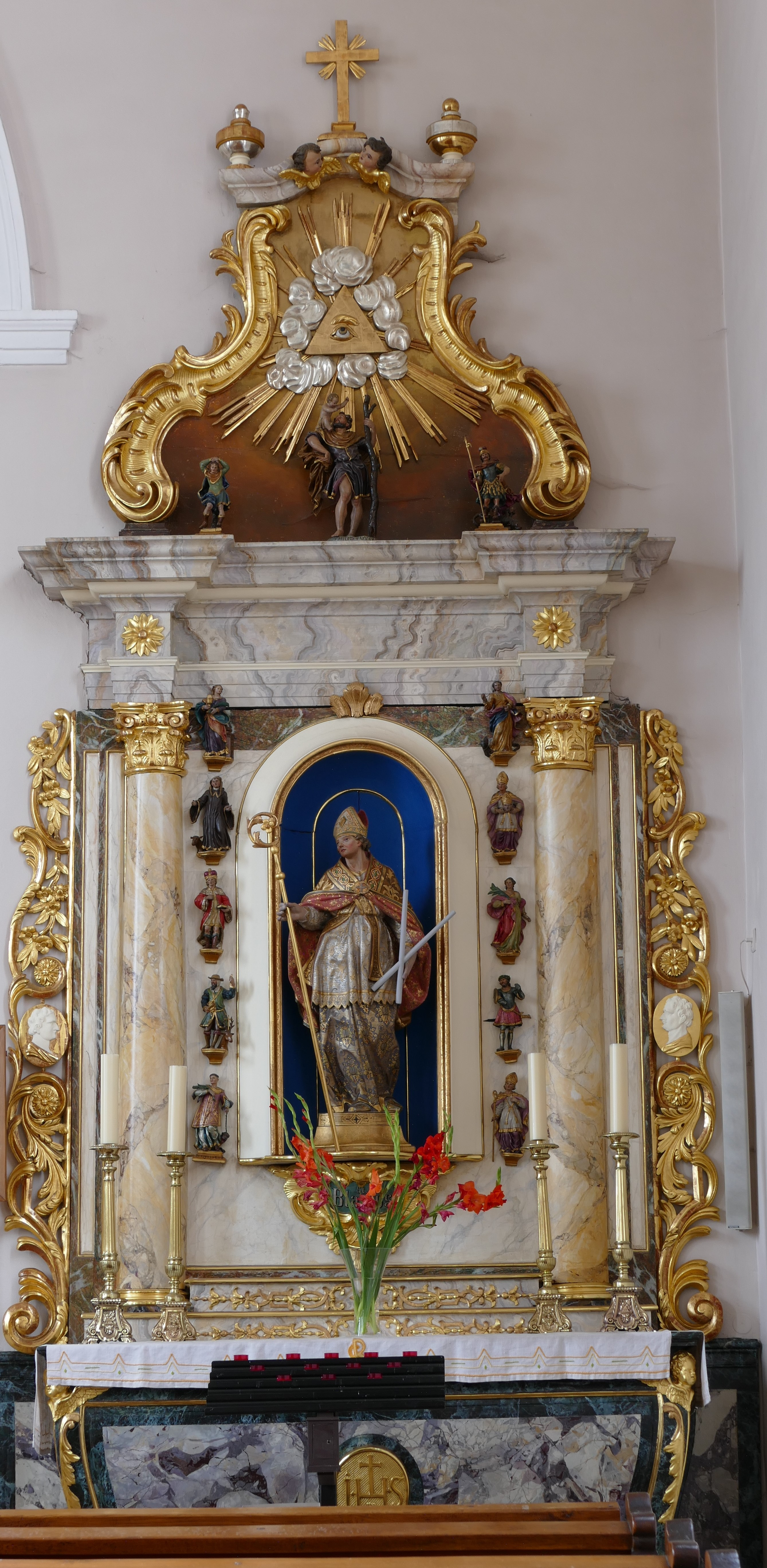
Autel secondaire de saint Blaise (XVIIIe).
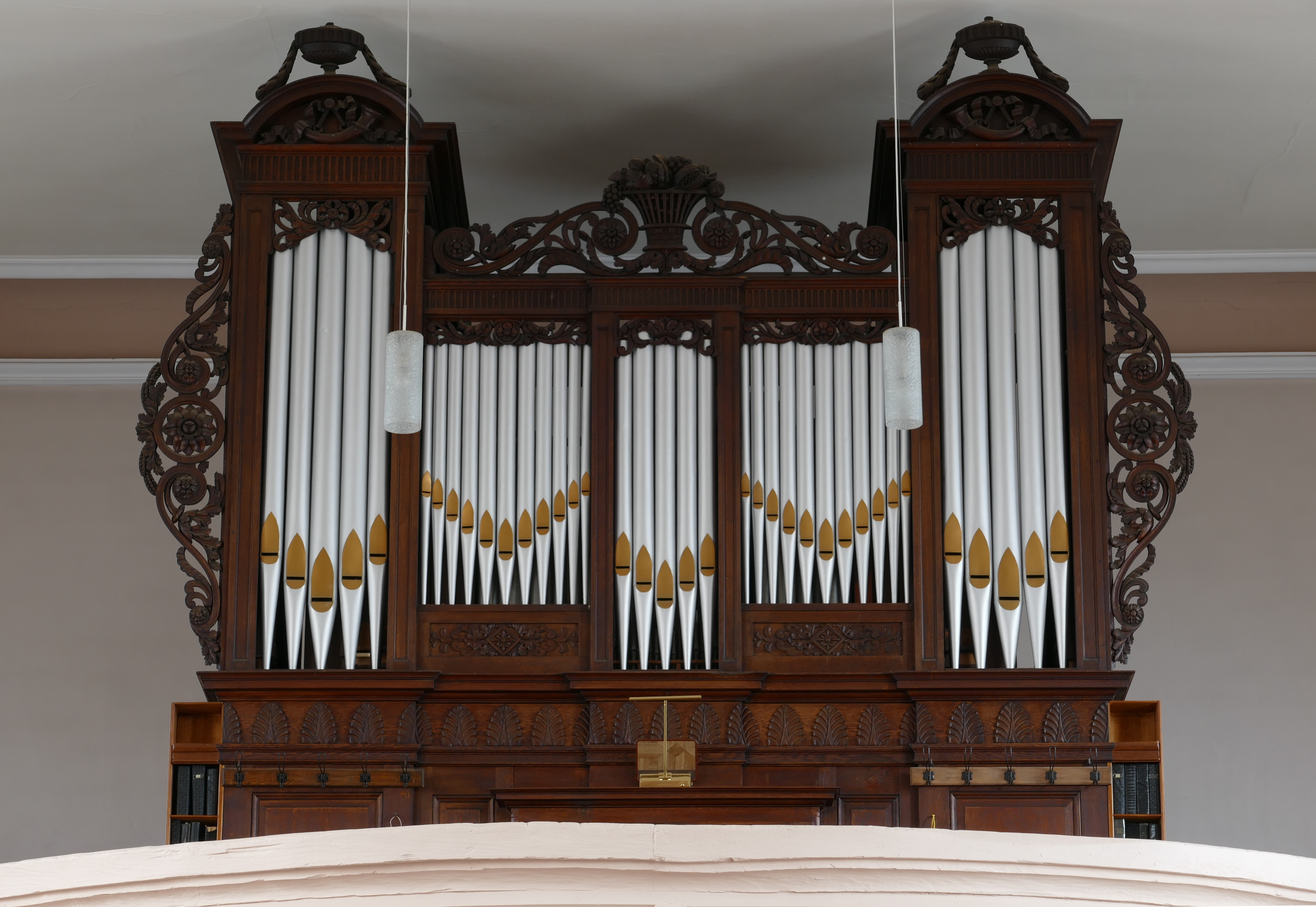
Orgue de tribune Stiehr (1829).

#### Maisons et monuments remarquables

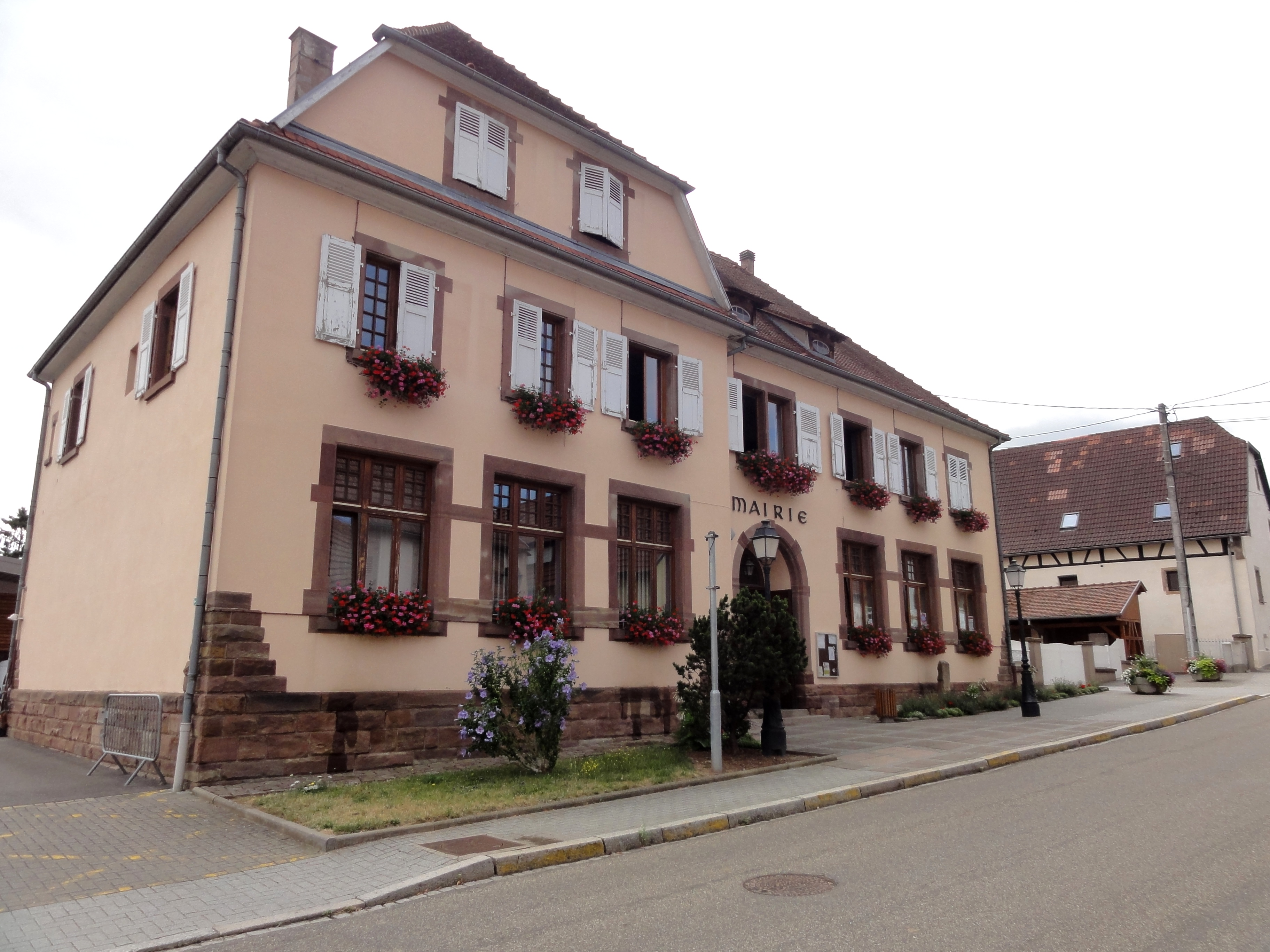
Mairie de Dahlenheim.
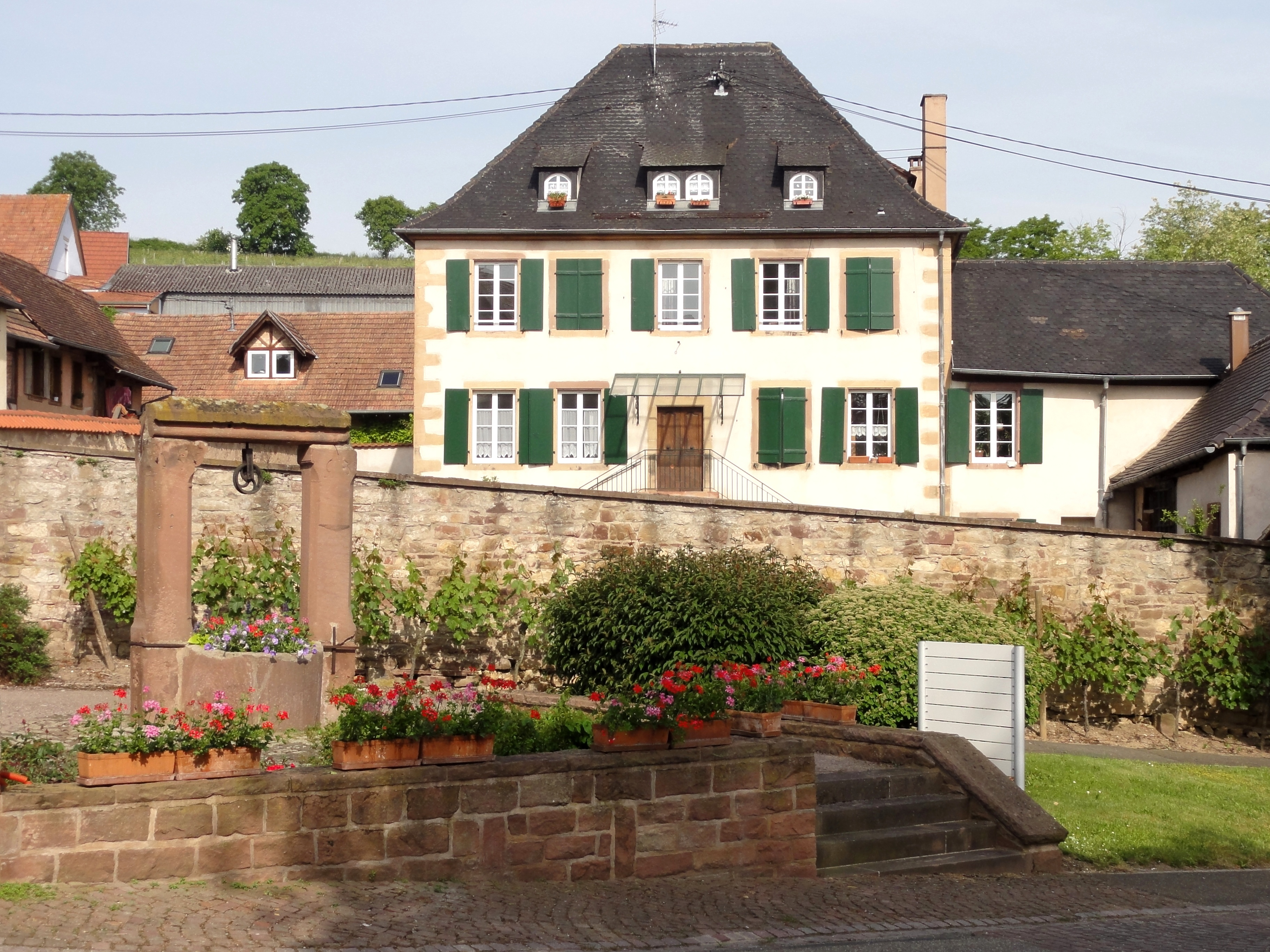
Presbytère (1774) et puits (1563).
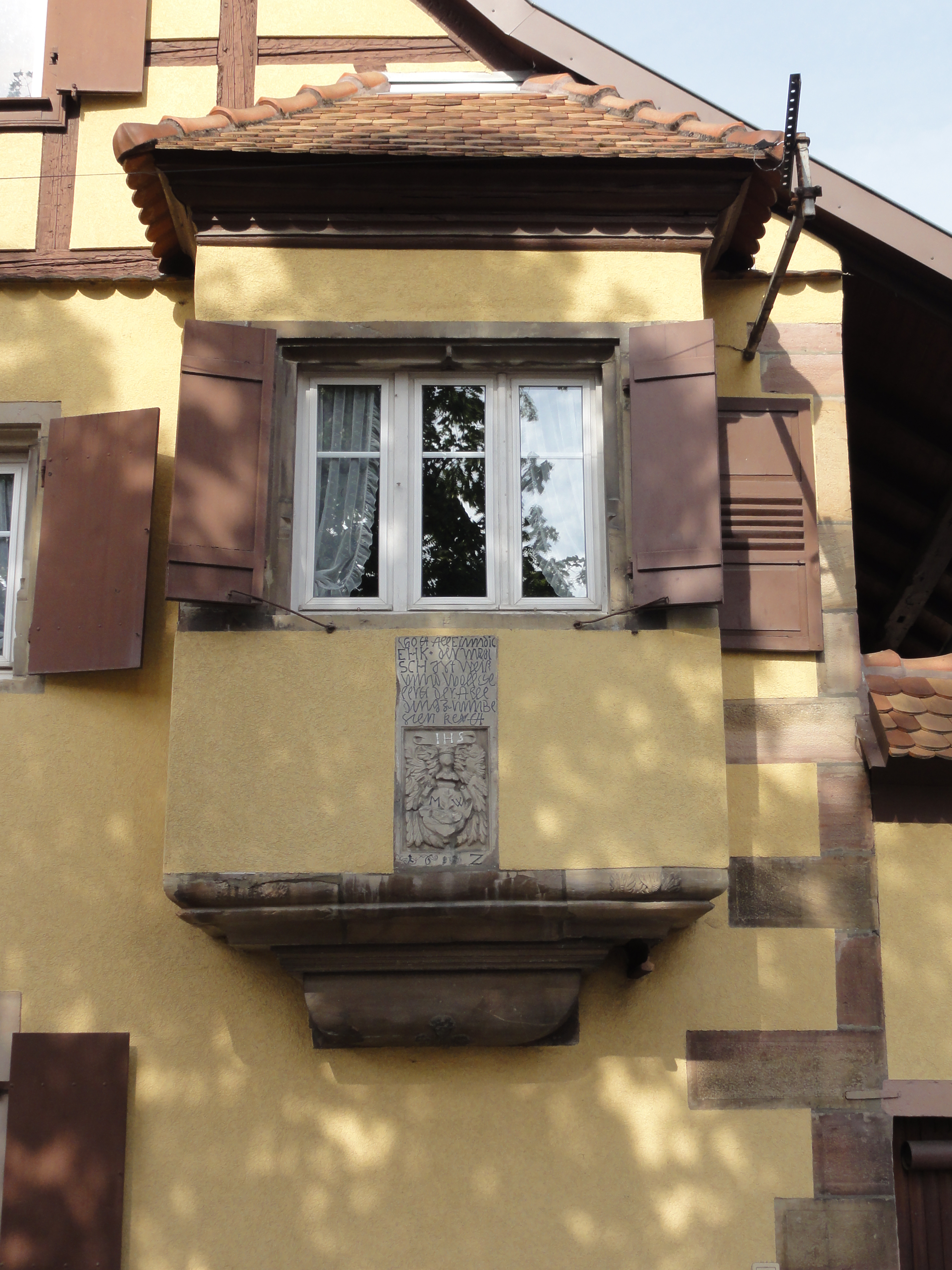
Oriel de 1612.
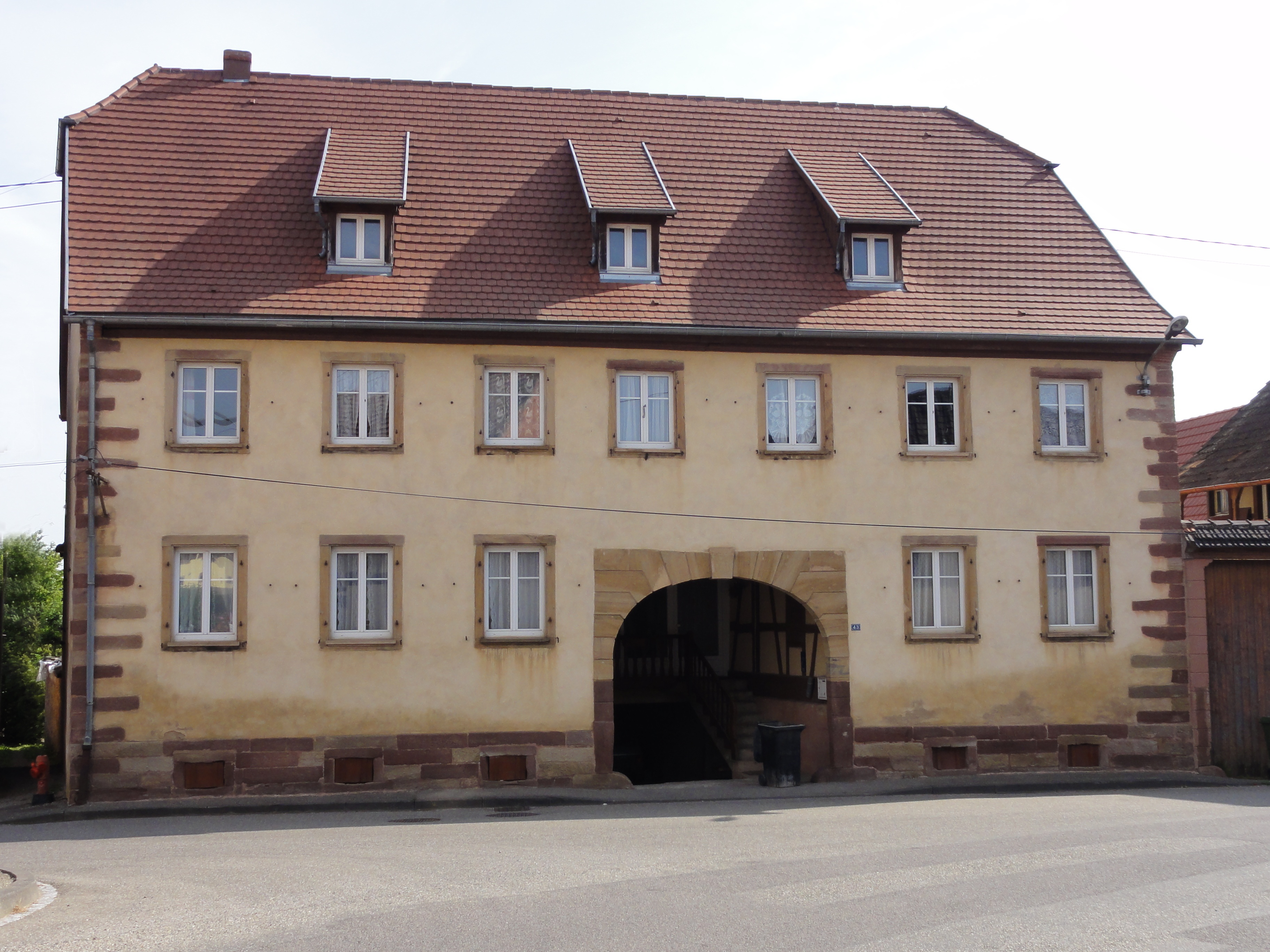
École, actuellement maison, 43 rue Principale (1811).
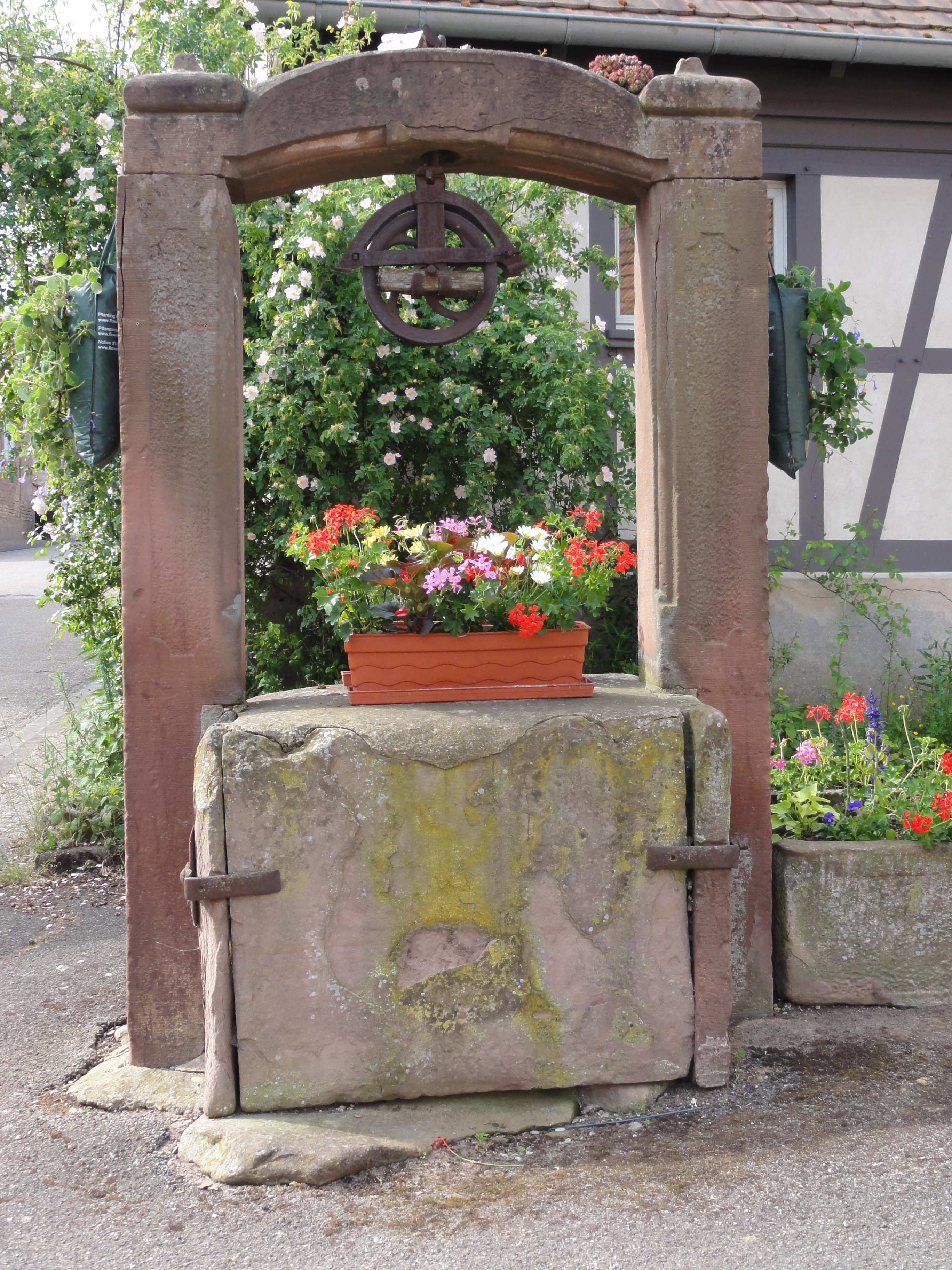
Puits de 1767.

### Personnalités liées à la commune
- Vincent Sattler (1969-1988), footballeur professionnel originaire de la commune, décédé dans un accident de voiture. Le stade municipal de Dahlenheim porte son nom[22].

### Héraldique
| Blason de Dahlenheim | Blason  | De gueules à la patte d'oie d'argent. |
| Blason de Dahlenheim | Détails |                                       |